# Macrobiotus harmsworthi
Macrobiotus harmsworthi är en djurart som tillhör fylumet trögkrypare, och som beskrevs av Murray 1907. Macrobiotus harmsworthi ingår i släktet Macrobiotus och familjen Macrobiotidae. Arten är reproducerande i Sverige.

## Underarter
Arten delas in i följande underarter:
- M. h. harmsworthi
- M. h. obscurus